# Dirk van Zuylen (1310)

Wapen van Dirk van Zuylen

Dirk van Zuylen (Thidericus de Sulen) was drost van de heerlijkheid Bredevoort in 1331.

## Levensloop
Over Van Zuylen is weinig bekend. Hij wordt als drost van graaf Reinald van Gelre genoemd in een akte van 16 april 1331 waarin hij bemiddelt tussen de proostin en het kapittel van het Sticht Vreden enerzijds en Henricus genaamd Wergerinc anderzijds.